# Cybalomia cataclystalis
Cybalomia cataclystalis là một loài bướm đêm trong họ Crambidae.